# Lonchocarpus bussei
Lonchocarpus bussei är en ärtväxtart som beskrevs av Hermann August Theodor Harms. Lonchocarpus bussei ingår i släktet Lonchocarpus och familjen ärtväxter. Inga underarter finns listade i Catalogue of Life.